# HMS Cornwall (56)
Pour les autres navires du même nom, voir HMS Cornwall.
Le HMS Cornwall (pennant number 56) est un croiseur lourd (classe County) de la Royal Navy ayant servi durant la Seconde Guerre mondiale.

## Description
Le Cornwall est l'un des sept croiseurs de classe Kent — une sous-classe de la classe de croiseurs County — conçu par Eustace Tennyson-D'Eyncourt (en). Le navire mesure 192 m de longueur hors-tout, avec un maître-bau de 20,9 m et un tirant d'eau maximum de 6,4 m. Il déplace 9 850 tonnes en charge nominale et 13 520 tonnes à grande charge. Les navires de classe County sont construits pour répondre aux restrictions du traité naval de Washington de 1922 avec notamment une réduction de l'armement et de la protection.
Le Cornwall est propulsé grâce à huit chaudières à vapeur Yarrow alimentant quatre turbines Parsons Marine Steam Turbine Company ; celle-ci, fournissant une puissance de 80 000 chevaux aux quatre arbres d'hélices du navire. Le croiseur atteint la vitesse maximale de 31,5 nœuds (58,3 km/h), qui peut être maintenue sur une distance totale de 2 870 milles marins (5 315,2 km). La distance maximale de 13 300 milles marins (24 631,6 km) est atteinte à 12 nœuds (22,2 km/h) de vitesse de croisière standard. Le complément du navire était de 784 officiers et hommes d'équipage.
Son armement comprenait huit canons de calibre 8 de 203 mm montés sur quatre tourelles à double canons, quatre canons antiaériens de 4 pouces QF Mk V montés en supports simples, quatre canons simples de 2 livres QF et deux tubes lance-torpilles quadruples de 21 pouces (533 mm).

## Construction et carrière
Le Cornwall, cinquième navire du même nom à servir dans la Royal Navy, a été nommé d'après le comté de Cornouailles. Le navire a été construit par HMNB Devonport le 9 octobre 1924 et lancé le 11 mars 1926. Mis en service le 6 décembre 1927, il est affecté au 5e escadron de croiseur basé en Chine. En 1929 - 1930, il reçoit un High Angle Control System, système britannique de conduite de tir de lutte antiaérienne, adaptée avec une catapulte l'année suivante. Deux mitrailleuses de 12,7 mm Vickers ont été ajoutées en 1934.
En juillet 1936, le Cornwall retourne au Royaume-Uni pour subir un réaménagement majeur, comprenant un blindage augmenté dans les salles des machines, des chaudières, de dynamo et dans la station de transmission. Quatre pouces d'armure ont également été ajoutés pour protéger les côtés des compartiments des ventilateurs de la chaudière. Un hangar pour avion a été ajouté et une nouvelle catapulte plus puissante a été installée. Ses canons de quatre pouces ont été remplacés par des montures à double canons QF 4 inch Mk XVI, de même calibre. Les différents modifications ont augmenté le déplacement du navire de 107 tonneaux et a coûté environ 215 000 £. Une fois le réaménagement achevé en décembre 1937, le navire est affecté au 2e escadron de croiseur avant de rejoindre le 5e escadron de croiseur en 1939.
Le 5 octobre 1939, un mois après le début de la Seconde Guerre mondiale, il est assigné à la Force I, chassant les navires de commerce allemands dans l'Océan Indien. Le Cornwall est ensuite transféré dans l'Atlantique Sud pour servir de navire d'escorte de convoi. Le 13 septembre 1940, le navire escorte un convoi portant des troupes destinées à capturer Dakar, alors tenue par le Régime de Vichy. Au cours de son transit, il est envoyé intercepter le croiseur léger français Primauguet escortant un pétrolier à Libreville, en Afrique-Équatoriale française. Contraint, le croiseur français et le pétrolier atteignent Casablanca, au Maroc français, cinq jours plus tard. Quelque temps plus tard, il opère de nouveau dans l'océan Indien où il coule le croiseur auxiliaire allemand Pinguin le 8 mai 1941. Le Cornwall repêche 82 hommes d'équipage après la bataille.

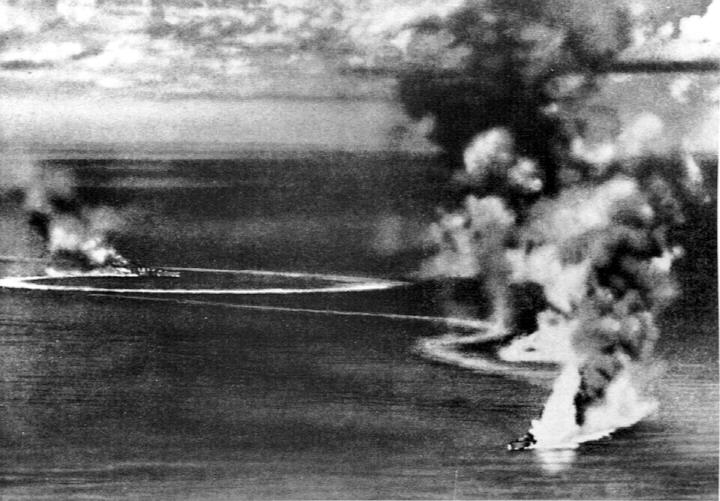
Le (au fond) et le Cornwall subissant une attaque aérienne japonaise, le 5 avril 1942.

Après le début de la guerre du Pacifique, le navire escorte des convois à travers l'océan Indien, comme le convoi JS.1 de Colombo aux Indes orientales néerlandaises de fin janvier à début février 1942 et le convoi de troupe MS. 5 en Australie au début du mois de mars. Le même mois, il est affecté à la Force rapide A de l'Eastern Fleet. Le 2 avril, le Cornwall et son sister-ship le Dorsetshire, quittent la Fleet. Le Cornwall escorte le convoi SU-4 (composé du SS President Taft (en) et du transport australien MV Duntroon (en)) vers l'Australie et le porte-avions Hermes vers Trinquemalay, pour des réparations. Le 4 avril, la flotte japonaise est repérée. Le Cornwall et son sister-ship quittent le port et, après un rapide ravitaillement en mer, arrivent à l'Atoll Addu peu après minuit. Le lendemain, les deux croiseurs sont aperçus par un avion du croiseur japonais Tone, à environ 200 milles (370 km) au sud-ouest du Sri Lanka.

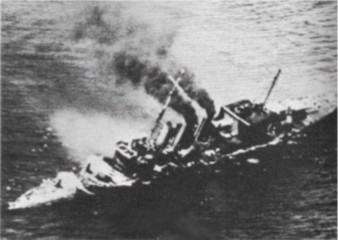
Le Cornwall en train de sombrer, photographié à partir d'un avion japonais.

Dans le cadre de l'engagement connu sous le nom de « Raid du dimanche de Pâques », une vague de bombardiers en piqué Aichi D3A décollent de trois porte-avions japonais et attaquent le Cornwall et le Dorsetshire, à 320 kilomètres au sud-ouest du Sri Lanka, au cours duquel les deux navires sont coulés. Les pertes britanniques s'élèvent à 424 tués ; 1 122 survivants passent une trentaine d'heures dans l'eau avant d'être secourus par l'Enterprise et deux destroyers.